# Pierre-Jacques Willermoz
Pour les articles homonymes, voir Willermoz.
Pierre-Jacques Willermoz, né le 28 août 1735 à Lyon où il est mort le 26 juin 1799, est un médecin et chimiste français. 

## Biographie
Issu d'une famille de treize enfants, Pierre Jacques a entre autres pour frère, Auguste et Jean-Baptiste Willermoz. À eux trois ils achètent en 1782 le terrain des Brotteaux où sera édifiée la Loge maçonnique de la bienfaisance.
Willermoz est nommé, en 1761, professeur démonstrateur de chimie à l’Université de Montpellier mais il se démet de cette chaire en 1763, et revient à Lyon, où sur les conseils de ses amis, il ouvre un cours de chimie, qui est très fréquenté. S'étant fait agréger au collège des médecins de cette ville, il continue de consacrer aux recherches scientifiques les loisirs que lui laisse l’exercice de son art. Son fils Pierre Willermoz (1767-1810) sera aussi médecin à l'Hôtel-Dieu de Lyon.
L'Académie de Lyon, dont les registres contiennent trois morceaux inédits, l'admet en son sein en 1778. Lié d’une étroite amitié avec l'agronome Rozier, il n'est pas étranger à la rédaction de son Dictionnaire universel d’agriculture. Il collabore également à l'Encyclopédie de Diderot et D'Alembert, en écrivant un unique article sur le phosphore.

### Autres sources
- Joseph-Marie Quérard, La France littéraire, t. 10, Paris, Firmin-Didot, 1839, p. 518.